# Mario Borghese
Mario Alejandro Borghese (Córdoba, 14 aprile 1981) è un politico italiano.

## Biografia
Vive a Córdoba (Argentina); si è laureato in medicina e chirurgia, di professione è medico.
Laureato nella Facoltà di Medicina dell'Università Nazionale di Córdoba. Specialista in dermatologia, geriatria e auditoria medica ha un master in tossicodipendenze.
Docente universitario e ricercatore fino al 2013, è membro attivo di diversi associazioni regionali in Argentina.
È vice presidente della Società Cattolica Popolare Italiana nella propria città natale.

### Attività politica
Nel 2008 aderisce al Movimento Associativo Italiani all'Estero rifondando il Movimento.
Alle elezioni politiche del 2008 è candidato alla Camera dei Deputati, nella circoscrizione Estero B (America Meridionale), all'interno delle liste del MAIE; allo spoglio delle schede risulta primo dei non eletti.
Ripresentatosi alle elezioni politiche del 2013, sempre nella lista del MAIE, viene eletto alla Camera dei Deputati nella circoscrizione Estero B (America Meridionale), riportando 14.300 voti di preferenza.
In seno alla camera bassa, assieme all'altro deputato del MAIE Ricardo Merlo, aderisce al Gruppo misto, entro il quale costituisce la componente Alleanza Liberalpopolare-Autonomie (ALA) - Movimento Associativo Italiani all'Estero (MAIE).
Il 13 ottobre 2016 il MAIE aderisce al nuovo gruppo parlamentare di maggioranza Noi con l'Italia-Scelta Civica per l'Italia-MAIE.
Alle elezioni politiche del 2018 viene rieletto alla Camera dei Deputati, nella circoscrizione Estero B (America Meridionale), nelle liste Movimento Associativo Italiani all'Estero, riportando 26.184 preferenze. In armonia coi compagni di partito, vota la fiducia al Governo Conte I.
Nel settembre 2020 annuncia di votare "no" al referendum sul taglio dei parlamentari. Un giornale mette in relazione questa scelta a sei mesi di assenza dai lavori della Camera nel periodo della pandemia di COVID-19 e lo definisce "spudorato".
Dal 7 luglio 2022 fa parte della componente di Coraggio Italia. Alle elezioni politiche anticipate del 25 settembre viene eletto al Senato nella circoscrizione Estero (America Meridionale) per il Maie. Il 18 ottobre aderisce al gruppo “Civici d'Italia-Noi Moderati-Maie”, che farà parte della maggioranza di centrodestra a Palazzo Madama, diventando tesoriere del gruppo.